# Johan Stenström
Johan Gunnar Stenström (født 23. august 1951) er en svensk litteraturhistoriker. Han arbeider ved Lunds Universitet som docent (siden 2002) og som professor (siden 2009). Han har også skrevet bøger, blandt andet Den svenska sångboken (1997, med Anders Palm) og Med fantasins eld – Ingemar Leckius och bilden (2002).